# 인도 필드하키 국가대표팀
인도 필드하키 국가대표팀(힌디어: भारतीय राष्ट्रीय हॉकी टीम)은 인도의 필드하키 국가대표팀으로 국제 하키 연맹(FIH)에 가입한 최초의 아시아 국가대표팀이다. 1928년 올림픽 금메달을 획득했고, 1956년까지 6회 연속 금메달을 획득하며 올림픽 무패 행진을 이어갔다. 인도 대표팀은 1928년부터 1960년 올림픽 금메달 결승전에서 패할 때까지 올림픽 경기 30연승을 거두었다. 1928년, 1932년, 1936년, 1948년, 1952년, 1956년, 1964년, 1980년에 8개의 금메달을 획득하여 역대 올림픽 중 가장 성공적인 참가팀 중 하나이다. 인도는 134번 경기 중 83번 승리를 거두며 올림픽 하키 역사상 최고의 성적을 냈다. 인도팀은 올림픽에서 최다 득점을 기록한 필드하키 국가대표팀이며, 1928년과 1956년 대회에서 무실점 우승을 달성하여 무실점으로 올림픽 하키 금메달을 획득한 유일한 팀이다. 또한 1975년 월드컵에서도 우승을 차지했다.
아시아 지역 대회에서도 두각을 드러냈으며, 1966년, 1998년, 2014년에 아시안 게임에서 세 번 우승했다. 아시아 하키 선수권 대회에서는 2003년, 2007년, 2017년에 우승을 차지했다. 인도는 56경기 중 43경기를 이겼는데, 이는 아시아 선수권 대회 최다 승리 기록이다. 아시아 챔피언스트로피에서도 2011년, 2016년, 2018년에 3번 우승하며 아시아 챔피언스트로피 최다 우승국 기록을 세웠다. 인도는 총 27개의 공식 국제 대회 우승 타이틀을 획득했다.
인도는 올림픽과 월드컵, 아시안 게임, 아시아 선수권 대회 등 주요 대회 결승에서 함께 뛴 파키스탄과 치열한 라이벌 관계가 있는 것으로 알려져 있다. 인도는 이 모든 대회의 결승전에서 파키스탄을 꺾은 독특한 기록도 갖고 있다.